# 沼鰍
沼鰍為輻鰭魚綱鯉形目鰍科的其中一種，為熱帶淡水魚，分布於歐洲保加利亞Veleka河至Istranca河流域，體長可達10.1公分，棲息在底層水域，生活習性不明。

## 扩展阅读
維基物種上的相關：沼鰍